# Христо Гърнето
Христо или Ицо, известен като Гърнето, е български майстор-строител от Ранното Възраждане, представител на Брациговската архитектурно-строителна школа.

## Биография
Христо Гърнето е роден около 1730 година в костурското село Омотско, тогава в Османската империя, днес Ливадотопи, Гърция, около 1730 година. В 1791 година се изселва в Брацигово. Христо Гърнето се занимава със строителство. Участва в строежа на моста на река Марица в Татар Пазарджик, заедно с Драго, Велчо и Бозо от Орешче, Марко Зисо, Ванчо Устабаши, Зога, Гюро, Дуко, Йорго, Филю и Михо Копаран от Омотско и Кънчо от Слимница. Баща е на майстор Атанас Мечкарин.